# Malmö Arena
Malmö Arena eller Hyllie Arena er en multifunktions-arena i bydelen Hyllie i Malmø, Sverige. Det første spadestik til arenaen blev taget i januar 2007 og arenaen blev indviet d. 6. november 2008. Arenaen vil fungere som hjemmebane for ishockeyholdet Malmö Redhawks. Arenaen har i alt 12500 siddepladser, dog vil der under ishockeykampe være plads til 13.700 tilskuere idet en ståplads-sektion bag det ene mål anvendes af hjemmeholdets fans. Til koncerter o.l. vil der være plads til ca 15.500 tilskuere.
Arenaen har bl.a. været brugt ved finalekampene ved VM i herrehåndbold 2011, ligesom den vil være vært for Junior-VM i ishockey 2013-14.
Eurovision Song Contest 2013 blev afholdt i Malmö Arena mellem 14. til 18. maj 2013.
Eurovision 2024 vil blive afholdt i Malmø Arena  den 7., 9. og 11. maj 2024 efter Loreens sejr med Tattoo i Liverpool i 2023.
Malmö Arena ligger umiddelbart ved Hyllie Station således at der blot er 12 minutters rejsetid med tog til Københavns Lufthavn.
Ved siden af ligger indkøbscenteret Emporia.

## Galleri fra byggefasen
- Juni 2007
- December 2007
- Februar 2008
- Juli 2008

## Eksterne links
- Officiel hjemmeside
- Mere information om arenaen Arkiveret 14. juni 2013 hos  Wayback Machine

- Wikimedia Commons har flere filer relateret til Malmö Arena

55°33′55″N 12°58′34″Ø / 55.5653°N 12.9761°Ø